# Donacoscaptes narinella
Donacoscaptes narinella là một loài bướm đêm trong họ Crambidae.